# إيه آر موروجادوس
إيه آر موروجادوس هو مخرج ومنتج هندي ولد في 25 سبتمبر 1974.

## روابط خارجية
إيه آر موروجادوس على موقع IMDb (الإنجليزية)
- إيه آر موروجادوس على موقع روتن توميتوز (الإنجليزية)
- إيه آر موروجادوس على موقع ألو سيني (الفرنسية)
- إيه آر موروجادوس على موقع أول موفي (الإنجليزية)
- إيه آر موروجادوس على موقع قاعدة بيانات الفيلم (الإنجليزية)
- إيه آر موروجادوس على موقع كينوبويسك (الروسية)